# Meitetsu Kiyosu-Linie
| Streckenlänge: | 1,0 km                    |                            |           |
| Spurweite: | 1067 mm (Kapspur)         |                            |           |
| Stromsystem: | 600 V =                   |                            |           |
| Zweigleisigkeit: | nein                      |                            |           |
| |                           |                            |           |
| Gesellschaft: | Meitetsu (Nagoya Tetsudō) |                            |           |
| \| \| −0,9 \| Sukaguchi (須ヶ口) \| 1914– \| \| \| \| Meitetsu Tsushima-Linie \| 1914– \| \| \| 0,0 \| Marunouchi (丸ノ内) \| 1914– \| \| \| \| Meitetsu Nagoya-Hauptlinie \| 1914– \| \| \| 0,5 \| Shikenjō-mae (試験場前) \| 1914–1944 \| \| \| 1,0 \| Kiyosuchō (清洲町) \| 1914–1944 \| |                           |                            |           |
| Bahnhof | −0,9                      | Sukaguchi (須ヶ口)         | 1914–     |
| Abzweig geradeaus und nach rechts |                           | Meitetsu Tsushima-Linie    | 1914–     |
| Bahnhof | 0,0                       | Marunouchi (丸ノ内)        | 1914–     |
| Abzweig ehemals geradeaus und nach links · Strecke quer |                           | Meitetsu Nagoya-Hauptlinie | 1914–     |
| Haltepunkt / Haltestelle (Strecke außer Betrieb) | 0,5                       | Shikenjō-mae (試験場前)    | 1914–1944 |
| Kopfbahnhof Streckenende (Strecke außer Betrieb) | 1,0                       | Kiyosuchō (清洲町)         | 1914–1944 |

Die Meitetsu Kiyosu-Linie (jap. 名鉄清洲線 Meitetsu Kiyosu-sen) war eine Eisenbahnstrecke in der Präfektur Aichi in Japan. Sie war von 1914 bis 1944 in Betrieb, gehörte der Bahngesellschaft Meitetsu (Nagoya Tetsudō) und erschloss die Stadt Kiyosu nördlich von Nagoya.

## Streckenbeschreibung

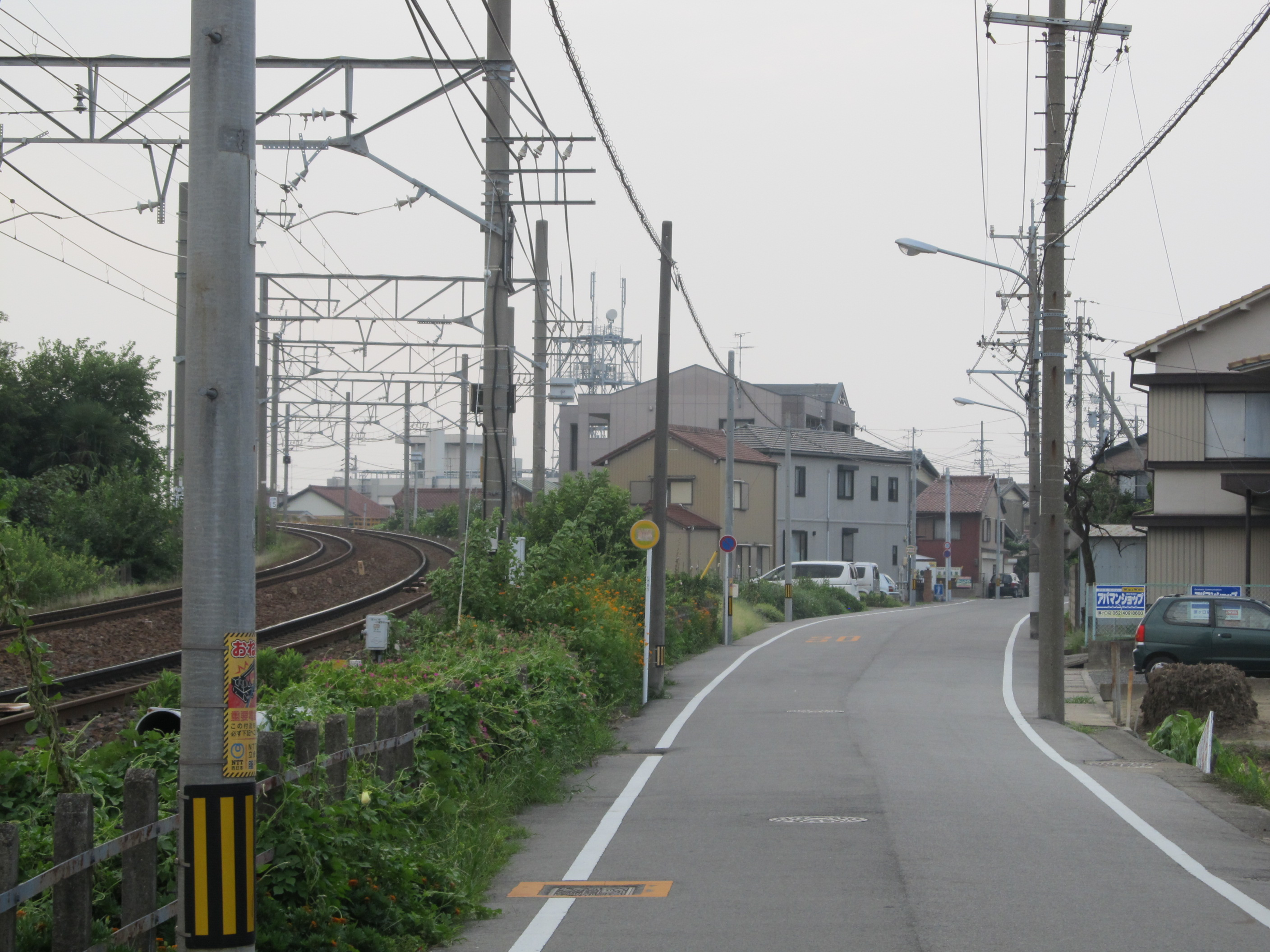
Ehemaliger Abzweig

Die eingleisige Strecke war 1,0 km lang und mit 1500 V Gleichspannung elektrifiziert. Im Marunouchi zweigte sie von der Meitetsu Nagoya-Hauptlinie zwischen Nagoya und Gifu ab. Sie führte in nördlicher Richtung und endete östlich des Stadtzentrums im Bahnhof Kyosuchō. Es gab nur eine Zwischenstation ohne Ausweiche.

## Geschichte
Zwar führte seit 1886 die Tōkaidō-Hauptlinie nördlich an Kiyosu vorbei, doch die Stadt hatte keinen Bahnhof erhalten. Als die Bahngesellschaft Nagoya Denki Tetsudō (die Betreiberin der Straßenbahn Nagoya) um 1910 in die nördlichen Vororte von Nagoya zu expandieren begann und unter anderem den Bau der Tsushima-Linie plante, beantragten die Stadtbehörden eine Anbindung ans Schienennetz. Im Januar 1912 erhielt die Bahngesellschaft eine Baugenehmigung. Da sie vorrangig mit dem Bau der Tsushima-Linie beschäftigt war, lief sie im Oktober 1913 ab. Die benötigten Grundstück waren bereits erworben worden, weshalb das Verkehrsministerium die Genehmigung im März 1914 nach entsprechendem Antrag erneuerte. Ein halbes Jahr später, am 22. September 1914, erfolgte die Eröffnung der Kiyosu-Linie von Sukaguchi über Marunouchi nach Kyosuchō.
1921 ging die Strecke an die Nagoya Tetsudō über. Diese strebte danach, das Vorortnetz weiter in Richtung Gifu auszudehnen und daraus die heutige Meitetsu Nagoya-Hauptlinie zu entwickeln. Ein erster Schritt dazu war die Inbetriebnahme des Teilstücks zwischen Marunouchi und Shin-Kiyosu am 10. April 1928. Dies bedeutete, dass der ältere Abschnitt nach Kiyousuchō zu einer Zweigstrecke herabgestuft wurde und von nun an in Marunouchi umgestiegen werden musste. An die Stelle der Nagoya Tetsudō trat 1930 die Meigi Tetsudō, die ihrerseits 1935 in der Meitetsu aufging. Um die Rationierungsmaßnahmen in der Endphase des Pazifikkriegs zu unterstützen, erklärte die Regierung die Kiyosu-Linie als „nicht dringlich“ und ordnete am 10. Juni 1944 die Betriebseinstellung an. Nach Kriegsende nahm die Meitetsu den Betrieb nicht wieder auf, legte die Strecke am 3. August 1948 endgültig still und baute sie anschließend ab.